# Потапьев, Валентин Фёдорович
Валентин Фёдорович Потапьев (1924—1998) — Полный кавалер ордена Славы, в 1942—1945 годах — командир миномётного расчёта 659-го стрелкового полка (155-я стрелковая дивизия, 26-я армия, 3-й Украинский фронт), сержант.

## Биография
Валентин Фёдорович Потапьев родился в семье рабочего в городе Царицын (в настоящее время Волгоград). Окончил 8 классов школы и школу фабрично-заводского обучения. в 1940 году был направлен на работу в город Миасс на автомобильный завод.
В августе 1942 года Миасским райвоенкоматом Челябинской области он был призван в ряды Красной армии и направлен в полковую школу в Тюмени. После окончания полковой школы с октября 1943 года на фронтах Великой Отечественной войны.
14 октября 1944 года в бою за село Велька-Поляна (западнее Ужгорода в Словакии) командир расчёта младший сержант Потапьев с бойцами огнём миномёта уничтожил пулемётную точку противника. Приказом по 659-му стрелковому полку (4-й Украинский фронт) от 7 ноября 1944 года он был награждён медалью «За отвагу».
14 октября 1944 года в бою за безымянную высоту у села Руска в Карпатах младший сержант Потапьев в трудных условиях горно-лесистой местности, поддерживая огнём своего миномёта действия стрелковых подразделений, подавил 2 огневые точки противника, чем обеспечил взятие высоты. При отражении контратаки противника огнём своего миномёта поразил 15 солдат и офицеров противника. Приказом по 155-й стрелковой дивизии от 28 ноября 1944 года он был награждён орденом Славы 3-й степени.
В бою за безымянную высоту южнее населённого пункта Чомад 8 декабря 1944 года сержант Потапьев со своим расчетом (в составе 7-й гвардейской армии, 2-й Украинский фронт) разбил 2 огневые точки врага, способствуя успеху в атаке стрелковых подразделений. 

В бою за населённый пункт Фот северо-восточнее Будапешта 15 декабря 1944 его миномётный расчет уничтожил до отделения солдат противника, подавил 2 пулемётных точки. Приказом по войскам 7-й гвардейской армии от 29 января 1945 года он был награждён орденом Славы 2-й степени.
В уличных боях 8 января 1945 года за железнодорожную станцию Ракош в Будапеште сержант Потапьев со своим расчётом, преднебрегая опасностью, с открытой позиции огнём миномёта уничтожил 2 пулемётные точки и наблюдательный пункт противника.

В бою за здание парламента в Будапеште 17 января 1945 года сержант Потапьев огнём миномёта подбил бронетранспортёр и подавил 2 огневые точки противника, что способствовало успешным действиям наступающих подразделений. Приказом по войскам 26-й армии от 23 февраля 1945 года он был повторно награждён орденом Славы 2-й степени. Указом Президиума Верховного Совета СССР от 20 декабря 1951 года он был перенаграждён орденом Славы 1-й степени.
В марте 1945 года сержант Потапьев был демобилизован. Жил в станице Алексеевская Волгоградской области, работал инструктором райкома партии, затем строителем.
В 1985 году в ознаменование 40-летия Победы он был награждён орденом Отечественной войны 1-й степени.
Скончался Валентин Фёдорович Потапьев 23 декабря 1998 года.